# Ethmia ehakernae
Ethmia ehakernae  (лат.) — вид мелких бабочек из семейства черноточечные моли (Ethmiidae). Эндемики Коста-Рики (Центральная Америка, на высотах от 700 до 1300 м).

## Описание
Молевидные бабочки небольшого размера с размахом крыльев 9,1 — 10,8 мм. Голова с умеренно крупными глазами, глазки отсутствуют. Челюстные щупики рудиментарные. Губные щупики длинные. Кормовые растения неизвестны. Вид был впервые описан в 2014 году американским энтомологом Э. Филлипсом-Родригесом (Eugenie Phillips-Rodríguez; Instituto Nacional de Biodiversidad, INBio, Santo Domingo, Коста-Рика). Видовое название дано в честь Эха Керн (Eha Kern; Vaesterhaninge, Childrens Rainforest Sweden, Швеция) за поддержку программ охраны природы и исследований, включая ACG (Área de Conservación Guanacaste).